# بسمة النسور
بسمة النسور هي كاتبة قصصية أردنية وسياسية ووزيرة شغلت منصب وزير الثقافة في حكومة عمر الرزاز من 14 يونيو 2018 حتى خرجت من الفريق الوزاري في التعديل الأول على الحكومة بتاريخ 11 اوكتوبر 2018. 
صدرت لها ست مجموعات قصصية، وكتبت نصين مسرحيين. تكتب في الصحافة العربية منذ سنة 1990، وهي عضو رابطة الكتاب الأردنيين، وعضو اتحاد الكتاب العرب، وعضو نقابة المحامين الأردنيين. شاركت في المؤتمر الثامن عشر للأدباء والكتاب العرب المنعقد في عمان عام 1991، وفي المؤتمر الحادي والعشرين للأدباء والكتاب العرب المنعقد في المغرب عام 1996، وفي مؤتمر الأدب العربي المنعقد في دمشق في العام 1996.

## المؤهلات العلمية
- الإجازة الجامعية في الحقوق

## مؤلفاتها
1. نحو الوراء (مجموعة قصصية) المؤسسة العربية للدراسات والنشر، بيروت، 1991.
2. اعتياد الأشياء (مجموعة قصصية)، دار الشروق، عمان، 1994.
3. قبل الآوان بكثير (مجموعة قصصية)، دار الشروق، عمان، 1999.
4. النجوم لا تسرد الحكايات (مجموعة قصصية)، دار الشروق، عمان، 2001.